# William Kiernan (ensemblier)
Pour les articles homonymes, voir William Kiernan.
William Kiernan (né le 2 avril 1908 – mort le 19 novembre 1973) est un ensemblier américain. Il a été nommé six fois dans la catégorie Oscar des meilleurs décors pour les films suivants :
- Une Cadillac en or massif (1956)
- La Blonde ou la Rousse (1957)
- La Colère du juste (1959)
- Pepe (1960)
- La Canonnière du Yang-Tse (1966)
- Nos plus belles années (1973)